# Catocala modesta
Catocala modesta là một loài bướm đêm trong họ Erebidae.